# Tapirapé
Tapirapé (Tappi’irape, Tapi’irape), pleme ameriičkih Indijanaca koji se jezično klasificireaju među Tenetehara govornike, naseljeni na ušću Tapirapé i Araguaie u brazilskoj državi Mato-Grosso. Danas žive na dva rezervata Tapirapé/Karajá, u općinama Luciara i Santa Terezinha, i Urubu Branco u općinama Santa Terezinha, Confresa i Porto Alegre do Norte.
Tapirape žive u kraju u kojem ih okružuju Gé plemena Kayapó, Karajá i drugi. Prema mišljenju njihovog poznavaoca Según Wagleya, koji je svojevremeno živio među njima, njihovo podrijetlo je s atlantske brazilske obale koju su držali Tupi, odakle su možda zbog najezde Portugalaca migrirali u unutrašnjost. Ova Tupian plemena vjerojatno su pripadala skupini Tenetehara, čijim jezikom oni i danas govore.
Njihova povijest poznata je negdje od 1900-e kada još izolirani od vanjskog svijeta broje između 1.500 i 2.000 duša. Tada imaju pet sela na Rio Tapirapé i pritocima Araguaie. U sporadičnim kontaktima do 1940. razne epidemije pokosile su im broj na dvjestotinjak, koji žive u još svega jednom selu. Godine 1947. napali su ih opasni Kayapó Indijanci i masakrirali selo. Preostalo ih je oko 100 preživjelih koji su se ponovno okupili i osnovali novo naselje na ušću Tapirapé. jedna manja skupina koja je mislila da je jedina preživjela napad Kayaposa lutala je još 25 godina šumom, kada su se ponovno našli sa svojim srodnicima i priključili im se.
Tapirapé su uzgajivači manioke, kukuruza i drugih kultura, ali u rujnu i listopadu napuštaju svoja sela i naveliko počinju ribariti. Tapirapé poznaju 12 sorti otrovne i neotrovne manioke, sedam sorti banana, a uz to uzgajaju i slatki krumpir, pamuk i druge kulture. Vrtove obrađuju dvije godine nakon čega traže novu lokaciju gdje će iskrčiti česticu džungle i ponovno je. Umijeće sađenja dao im je bog Apuwenonu, koji se u stare dane povukao na nebo i postao Venerom. Tijekomn kišnog razdoblja ide se u lov na pekarije, majmune, armadille (tatu), ptice i drugu divljač. Riba se lovi prvenstveno kroz suhu sezonu dok logoruju u savani a služe se raznim zamkama i otrovom za ribe. 
Velik isu majstori u izradi pernatih ukrasa (Eva Lips).

## Vanjske poveznice
- Tapirapé
- Wanishing Worlds: The Tapirapé  Arhivirana inačica izvorne stranice od 7. rujna 2008. (Wayback Machine)